# Hajós
Hajós (dt. Hajosch) ist eine Stadt im Komitat Bács-Kiskun im südlichen Ungarn.

## Geschichte
Der Name Hajós leitet sich von hajó ab und bedeutet Boot oder Schiff. Im Mittelalter war der Ort von einer deutlich größeren Wassermenge umgeben als heute. Der Ort liegt auf einer Erhebung einer Talaue des ehemaligen Flussbetts der Donau. 
Während der Türkenkriege wurde Hajós zerstört. 
1722 begründete der Erzbischof von Kalocsa an der Stelle ein donauschwäbisches Dorf, mit der Unterstützung deutscher Einwanderer aus Württemberg. Dem Ort wurde 1756 das Marktrecht verliehen.

## Gemeindepartnerschaften
- Seit 1982 besteht eine Partnerschaft mit der deutschen Gemeinde Hirrlingen
- Lengenfeld in Niederösterreich

## Weinbau
Um Hajós gibt es eine ausgeprägte Weinkultur. Im Ort gibt es rund 1200 Weinkeller. Das Ende Mai stattfindende Weinfest an St. Urban zieht jedes Jahr Massen von Besuchern an.

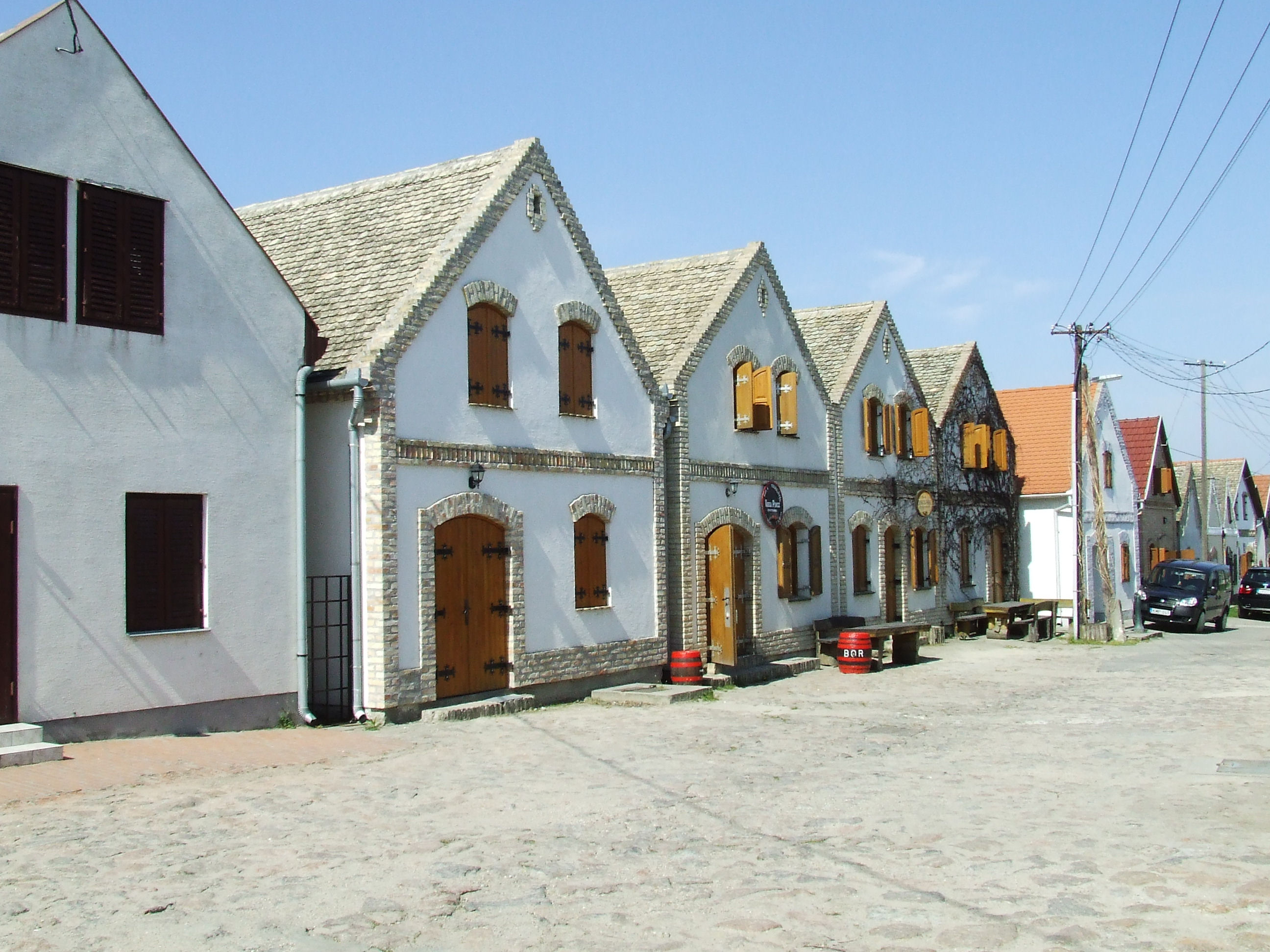
Pincefalu in Hajós

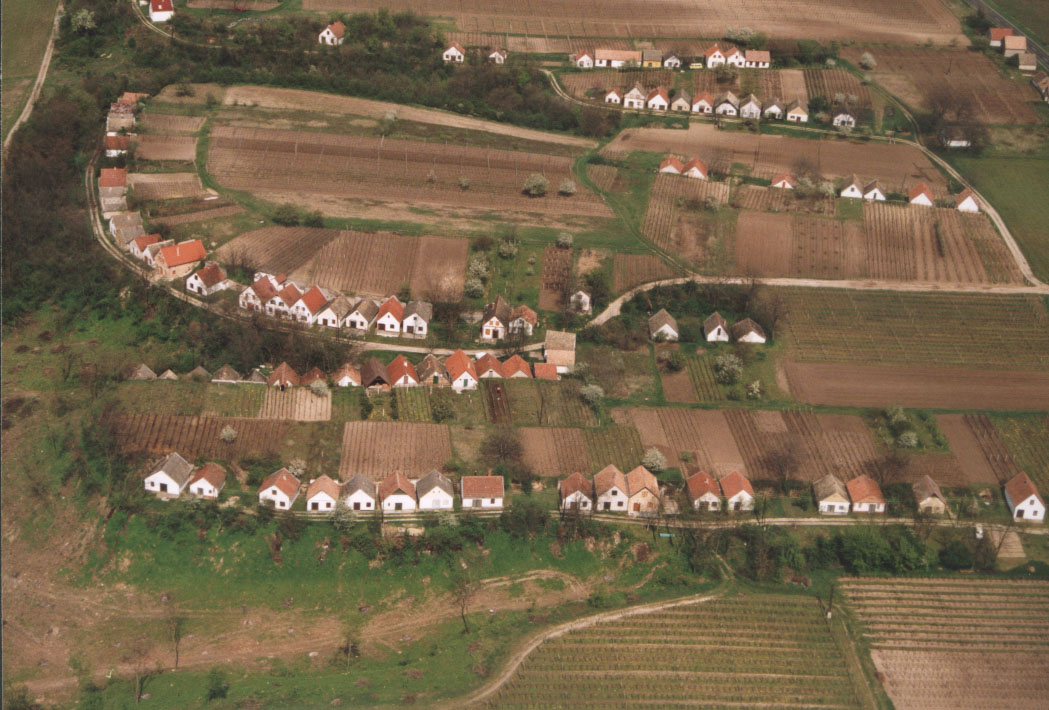
Weinkeller in Hajós

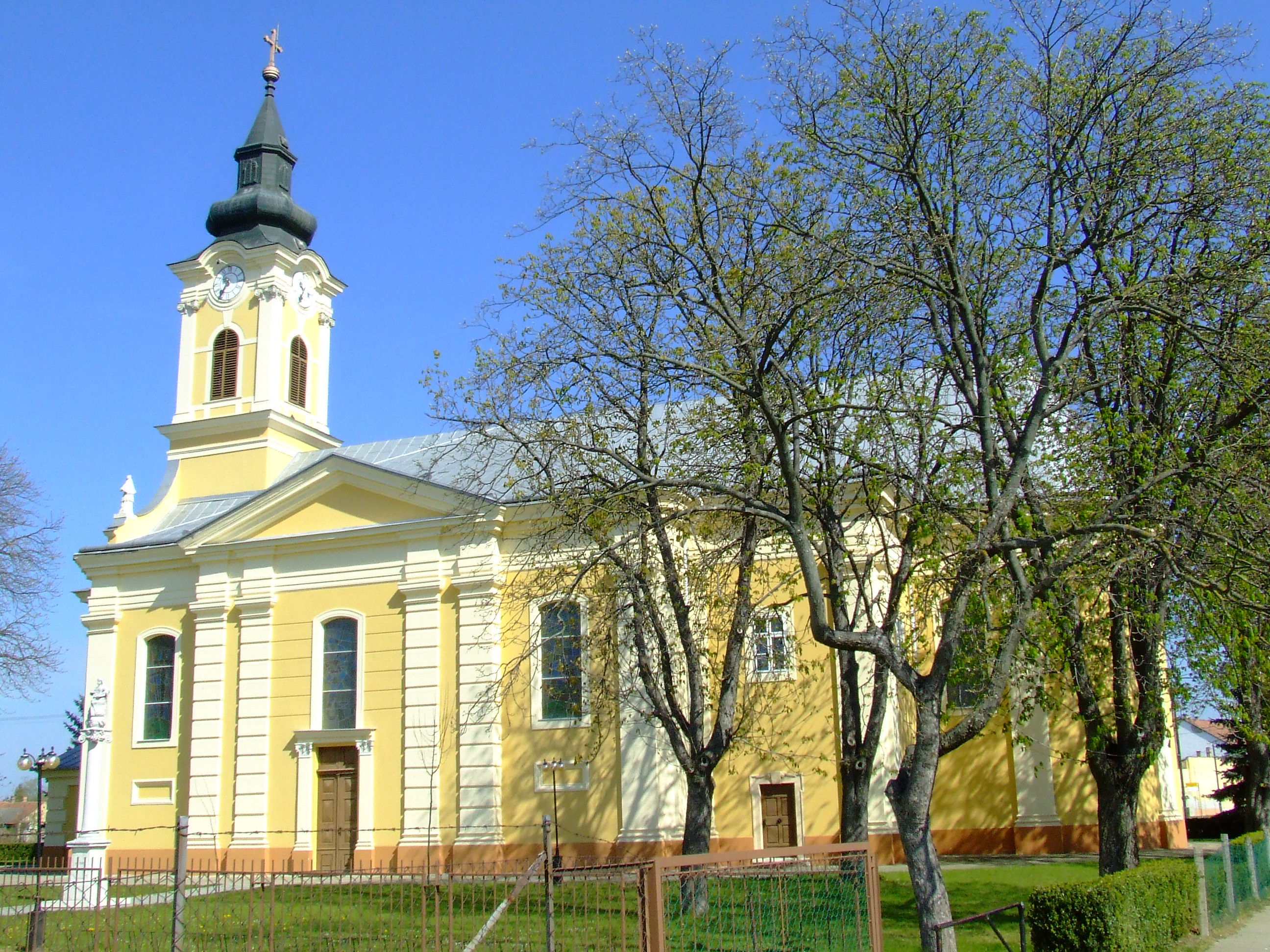
Römisch-katholische Kirche Szent Imre